# Konstantin Antonow
Konstantin Nikołajewicz Antonow, ros. Константин Николаевич Антонов (ur. 1 października 1888, zm. 9 sierpnia 1965 w Nowym Jorku) – rosyjski wojskowy (pułkownik), lotnik wojskowy armii jugosłowiańskiej, emigracyjny wykładowca wojskowy, wojskowy Rosyjskiego Korpusu Ochronnego podczas II wojny światowej.

## Życiorys
W 1906 r. ukończył 1 Korpus Kadetów, zaś w 1909 Konstantynowską Szkołę Artylerii. Służył w 17 Brygadzie Artylerii. 
Brał udział w I wojnie światowej. Przeszedł do 3 Finlandzkiego Strzeleckiego Dywizjonu Artylerii. W sierpniu 1914 r. został obserwatorem w 22, a następnie 10 Korpuśnym Oddziale Lotniczym. Awansował do stopnia sztabskapitana. W listopadzie tego roku ukończył szkołę lotniczą w Sewastopolu, po czym został pilotem wojskowym w 26 Korpuśnym Oddziale Lotniczym. Od maja 1917 r. dowodził 3 Dywizjonem Lotniczym. Walczył na Froncie Południowo-Zachodnim, a następnie Froncie Rumuńskim. 
Jesienią 1918 r. wstąpił do Armii Dońskiej, zostając pilotem 1 Dońskiego Oddziału Samolotowego. Od stycznia 1919 r. dowodził 3 Dońskim Oddziałem Samolotowym. Awansował do stopnia podpułkownika. Od poł. kwietnia 1920 r. dowodził Krymską Grupą Lotniczą. Pod koniec lipca tego roku mianowano go pułkownikiem. 
W połowie października wraz z wojskami Białych został ewakuowany z Krymu do Gallipoli, gdzie został oficerem 1 Kompanii Batalionu Lotniczego Pułku Technicznego. Na emigracji zamieszkał w Królestwie SHS. Służył w jugosłowiańskim lotnictwie wojskowym. Jednocześnie w latach 30. wykładał na Wyższych Wojskowych Kursach Naukowych w Belgradzie. 
Po zajęciu Jugosławii przez wojska niemieckie w kwietniu 1941 r., wstąpił do nowo formowanego Rosyjskiego Korpusu Ochronnego. Po zakończeniu wojny wyemigrował do USA.